# VV Baronie in het seizoen 1962/63
Het seizoen 1962/1963 was het achtste jaar in het bestaan van de Bredase betaaldvoetbalclub Baronie. De club kwam uit in de Tweede divisie B en eindigde daarin op de vierde plaats. Tevens deed de club mee aan het toernooi om de KNVB beker, hierin werd de club in de eerste ronde uitgeschakeld door Vitesse (1–3).

## Wedstrijdstatistieken

### Tweede divisie B
|       | BVV   | D.F.C. | EDO   | 't Gooi | Haarlem | Helmondia '55 | Hermes DVS | Hilversum | HVC   | LONGA | NOAD  | PEC   | RCH   | SVV   | Wilhelmina | Xerxes |
| ----- | ----- | ------ | ----- | ------- | ------- | ------------- | ---------- | --------- | ----- | ----- | ----- | ----- | ----- | ----- | ---------- | ------ |
| Thuis | 0 – 2 | 3 – 2  | 0 – 0 | 1 – 1   | 1 – 0   | 3 – 1         | 1 – 2      | 2 – 1     | 1 – 1 | 3 – 2 | 1 – 1 | 4 – 0 | 1 – 1 | 5 – 0 | 4 – 1      | 2 – 0  |
| Uit   | 0 – 2 | 2 – 1  | 2 – 0 | 2 – 3   | 1 – 1   | 2 – 1         | 1 – 0      | 1 – 1     | 4 – 0 | 4 – 4 | 1 – 1 | 1 – 3 | 1 – 3 | 1 – 1 | 2 – 3      | 4 – 3  |

### KNVB beker
| 1e ronde                                    | Baronie    | 1 – 3 (1 – 2) | Vitesse                                             |
| 13 oktober 1962 Plaats: Breda De Blauwe Kei | Theo Bilok |               | 23' Arend Loos 40' Harrie Notten 80' Willi Drehmann |

## Statistieken Baronie 1962/1963

### Eindstand Baronie in de Nederlandse Tweede divisie B 1962 / 1963
| Stand | Gespeeld | Gewonnen | Gelijk | Verloren | Punten | Doelpunten voor | Doelpunten tegen |
| ----- | -------- | -------- | ------ | -------- | ------ | --------------- | ---------------- |
| 4e    | 32       | 14       | 10     | 8        | 38     | 59              | 44               |

### Topscorers
| #                | Naam                       | Goal |
| ---------------- | -------------------------- | ---- |
| 1.               | Kees Groeneveld            | 23   |
| 2.               | Theo BIlok                 | 9    |
| 3.               | Henk van Ierssel           | 6    |
| 4.               | Ad van Ierssel             | 5    |
| 5.               | Ad Vermolen                | 4    |
| 6.               | Ad Kop                     | 3    |
| 7.               | Joop van Knijff            | 2    |
| 7.               | C. A.Schets                | 2    |
| 9.               | Piet van de Broek          | 1    |
| 9.               | Kees van Ierssel           | 1    |
| 9.               | Cees Schoenmakers          | 1    |
| Eigen doelpunten |                            |      |
| –                | Adri Jansen (PEC)          | 1    |
| –                | Frans van der Meijs (NOAD) | 1    |
| Totaal           | Totaal                     | 59   |

| #      | Naam       | Goal |
| ------ | ---------- | ---- |
| 1.     | Theo Bilok | 1    |
| Totaal | Totaal     | 1    |